# سنتوریون (فیلم)
سنتوریون (به انگلیسی: Centurion) یک فیلم اکشن درام محصول سال ۲۰۱۰ بریتانیا، به نویسندگی و کارگردانی نیل مارشال است. داستان فیلم براساس افسانهٔ قتل‌عام نه لژیونر در منطقهٔ کلدونیا، در اوایل قرن دوم میلادی می‌باشد. در این فیلم بازیگرانی همچون مایکل فاسبندر، دومینیک وست، اولگا کوریلنکو، لیام کانینگهام، دیوید موریسی، نول کلارک، ریز احمد، جی‌جی فیلد و ایموجن پوتس ایفای نقش کرده‌اند.